# FK Jewpatorija
Der FK Jewpatorija (russisch ФК «Евпатория») war ein Fußballverein aus Jewpatorija, einer Stadt auf der von Russland besetzten ukrainischen Halbinsel Krim. Der Verein nahm von 2015 bis 2022 an der Krim-Liga mit, welche seit Annexion der Krim durch Russland im Jahr 2014 die höchste Spielklasse für Mannschaften von der Krim ist. Im Juli 2022 zog man sich aus finanziellen Gründen zurück.

## Geschichte
Der FK Jewpatorija wurde im Winter 2015 auf Initiative des Präsidenten des Fußballverbandes von Jewpatorija Roman Tikhonchuk gegründet. Im Sommer 2015 nahm als Gründungsmitglied an der neu geschaffenen CFU Premier League teil. In der Saison 2016/17 gewann der FK Jewpatorija mit dem CFU-Pokal seinen ersten Titel. In der Folgesaison wurde Jewpatorija erstmals Meister der Krim-Liga. Die zweite Meisterschaft wurde in der Saison 2019/20 gewonnen. Am 14. Juli 2022 zog sich der FK Jewpatorija aus finanziellen Gründen aus der Krim-Liga zurück.

## Stadion
Der Fk Jewpatorija trug seine Heimspiele in der Arena Krim in Jewpatorija aus. Es bietet Platz für 2000 Zuschauer.

## Erfolge
- Meister der Krim-Liga: 2017/18 und 2019/20
- Sieger des Krim-Pokals: 2016/17